# Stan Barker
Stan Barker (* 24. Mai 1926 in Clitheroe; † 2. Juli 1997) war ein britischer Jazzpianist.
Barker war bis zum Alter von fünfzig Jahren meist als Musiklehrer tätig (Royal Northern College of Music, Belfast School of Music, Merseyside Arts, South Wales Art Association, Southport Arts Centre) und begann erst danach als professioneller Musiker aufzutreten; mit einem eigenen Trio veröffentlichte er ein Album bei Nelson Records. Er spielte außerdem mit Digby Fairweather (mit dem er 1979 ein Jazz-College gründete und ab 1980 im Duo spielte, Album Let´s Duet 1984 bei Essex Radio), Al Grey, Buddy Tate, Al Wood und Billy Butterfield. Mit dem Posaunisten Roy Williams hatte er ein Quartett. Tom Lord verzeichnet vier Aufnahme-Sessions 1984 bis 1987.

## Lexikalischer Eintrag
- Ian Carr, Digby Fairweather, Brian Priestley: Rough Guide Jazz. Der ultimative Führer zur Jazzmusik. 1700 Künstler und Bands von den Anfängen bis heute. Metzler, Stuttgart/Weimar 1999, ISBN 3-476-01584-X.

| Personendaten    | Personendaten          |
| ---------------- | ---------------------- |
| NAME             | Barker, Stan           |
| KURZBESCHREIBUNG | britischer Jazzpianist |
| GEBURTSDATUM     | 24. Mai 1926           |
| GEBURTSORT       | Clitheroe              |
| STERBEDATUM      | 2. Juli 1997           |